# Bomberos Voluntarios de Guatemala
El Benemérito Cuerpo Voluntario de Bomberos de Guatemala (denominado comúnmente Bomberos Voluntarios) es una entidad autónoma de servicio público, esencialmente técnica, profesional, apolítica, con régimen de disciplina, personalidad jurídica y patrimonio propio, con duración indefinida, domiciliada en el Departamento de Guatemala y con compañías y secciones técnicas en todos los departamentos que constituyen la República de Guatemala.

## Fines
Según el artículo 2 del Dto. n.º 81-87 del Congreso de la República de Guatemala, Ley Orgánica del BCVBG, son fines de:
1. Prevenir y combatir incendios
2. Auxiliar a las personas y sus bienes con casos de incendios, accidentes, desastres, calamidades públicas y otros similares
3. Promover campañas de educación y prevención, periódicamente, tendientes a evitar siniestros
4. Revisar y emitir certificados de seguridad en materias de su competencia, a nivel nacional
5. Prestar la colaboración que se le solicite por parte del estado y personas necesitadas, en asuntos que sean materia de su competencia y no contravengan su naturaleza

## Organización
La estructura organizacional del Benemérito Cuerpo Voluntario de Bomberos de Guatemala, está constituida de conformidad con su organigrama, de la siguiente manera:
1. En el Nivel Directivo se encuentran: 
- Junta Nacional de Oficiales
- Directorio Nacional
- Tribunal de Honor
- Tribunal Electoral
- Comandante Primer Jefe
- Comandante Segundo Jefe
- Comandante Tercer Jefe
- Consejo Nacional de Regiones
- Consejo de Seguridad y Prevención
- Consejo Técnico Nacional
- Escuela Nacional de Bomberos
- Compañías Locales y Departamentales
- Comité Pro Compañías

2. En el Nivel de Mandos Medios se encuentran: 
- Jefatura de Servicios
- Jefatura de Recursos Humanos
- Jefatura de Talleres y Mantenimiento
- Jefatura de Seguridad y Prevención
- Jefatura de Relaciones Públicas
- Secretaría Ejecutiva y Departamento Financiero

3. En el Nivel Operativo: 
- Contabilidad
- Presupuesto

- Tesorería
- Abastecimientos y Suministros
- Radio Transmisión y Cabina Telefónica
- Pilotos
- Guardia Permanente y Voluntaria
- Herrería
- Mecánica General
- Enderezado y Pintura
- Asesores
- Secretarias
- Relacionistas de Escuadras
- Fotógrafo y Asistentes

## Escala Jerárquica
La escala jerárquica reconocida por cargos es la siguiente, en forma descendente:
1. Presidente Comandante Primer Jefe
2. Vicepresidente Comandante Segundo Jefe
3. Comandante Tercer Jefe
4. Directores de Compañía
5. Jefes de Compañías
6. Jefaturas
Los grados que tendrán los bomberos voluntarios, son los siguientes:
1. Oficiales Superiores: Mayor Uno, dos y Tres de Bomberos
2. Oficiales Subalternos: Oficial I, II y III de Bomberos
3. Clases: Galonista I, II y III de Bomberos y Caballeros Bomberos de: Primera, Segunda y Tercera clase